# Волоконная оптика
Волоконная оптика — под этим термином понимают
- раздел оптики, который изучает физические явления, возникающие и протекающие в оптических волокнах, либо
- продукцию отраслей точного машиностроения, имеющую в своём составе компоненты на основе оптических волокон.

К волоконно-оптическим приборам относятся лазеры, усилители, мультиплексоры, демультиплексоры и ряд других. К волоконно-оптическим компонентам относятся изоляторы, зеркала, соединители, разветвители и др. Основой волоконно-оптического прибора является его оптическая схема — набор волоконно-оптических компонентов, соединённых в определённой последовательности. Оптические схемы могут быть замкнутые или разомкнутые, с обратной связью или без неё

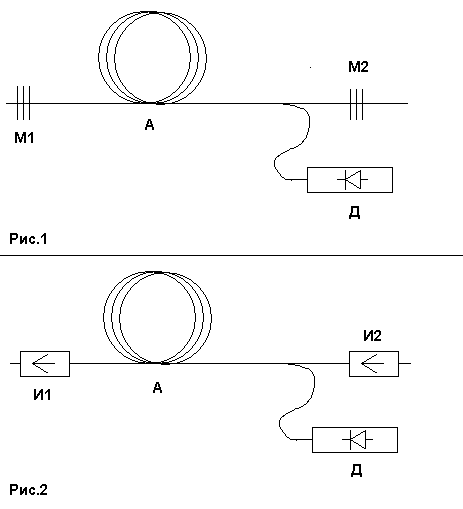
Оптические схемы волоконно-оптического лазера и усилителя

### Лазер
На рис.1 показана простейшая схема волоконно-оптического лазера. Буквами обозначены: А — активное волокно, Д — диод накачки, М1 и М2 — зеркала. Как и в случае обычных лазеров, здесь мы имеем резонатор с активной средой, образованный активным волокном и зеркалами. Зеркала обеспечивают обратную связь. Одно из зеркал может иметь 100%-ное отражение. Тогда излучение будет выходить только из противоположного конца резонатора. Диодов накачки может быть несколько, а располагаться они могут с разных сторон резонатора.

### Усилитель
На рис.2 показана простейшая схема волоконно-оптического усилителя. Она схожа со схемой лазера за тем лишь исключением, что зеркала заменены изоляторами для подавления обратной связи. Изоляторы пропускают свет только в одном направлении.

## Устройство волоконно-оптических компонентов

### Зеркала и фильтры
Зеркалом называется компонент, отражающий излучение определённой частоты с определённым коэффициентом отражения. Фильтр, в свою очередь, пропускает излучение определённой частоты, как правило, в узком частотном диапазоне, а остальное излучение поглощает или рассеивает. Для изготовления зеркал и фильтров используются дифракционные решётки, нанесенные на участок сердцевины волокна. Аналог штриха выполняет ультрафиолетовая засветка, которая изменяет свойства волокна в месте облучения. Одна и та же дифракционная решётка для разных частот сигнала будет либо зеркалом, либо фильтром. На основе длиннопериодных волоконных решёток могут создаваться широкополосные фильтры, поглощающие в определённом диапазоне длин волн.

### Объединители и разветвители
Представляют собой два параллельных волокна, лишённые оболочки и соприкасающиеся между собой. Соприкосновение и фиксация волокон достигается при высоких температурах — выше температуры плавления волокна. Таким образом, участки волокон сплавляются воедино. В зависимости от длины общего участка в результате интерференции волн можно получить произвольный коэффициент деления выходного сигнала по двум выходным волокнам.
Объединители и разветвители могут также строиться на элементах микрооптики, включая микролинзы и частично-прозрачные зеркала с заданным коэффициентом деления.
Известны конструкции 1980-х гг. со сполированными до световедущей жилы и механически соединёнными волокнами. Однако наиболее распространены сплавные.

### Активное волокно
Волокно, способное усиливать или генерировать сигнал определённой частоты. Это достигается введением в кварцевое волокно редкоземельных металлов в зависимости от требуемой частоты усиления. Так, иттербиевые (Yb) примеси дают усиление на длине волны 1,06 мкм, а эрбиевые (Er) на длине волны 1,5 мкм. Пик усиления определяется пиком прозрачности той или иной примеси.

### Пассивное волокно
Волокно, не обладающее свойствами усиления. Используется для соединения волоконно-оптических компонентов между собой, а также для увеличения общей протяженности оптической схемы, если это необходимо.

### Диоды накачки
Как и в случае обычных лазеров для начала усиления и генерации необходима накачка активной среды. Для накачки активных волокон используют полупроводниковые лазерные диоды. На выходе из полупроводникового кристалла лазерный пучок коллимируют и вводят в волокно. Выбор длины волны диодов накачки обусловлен пиками поглощения активных волокон, которые приходятся на узкие диапазоны в районах 0,81 мкм, 0,98 мкм и 1,48 мкм. Для иттербиевых волокон наиболее эффективна накачка в диапазоне 0,95—0,98 мкм.
Глядя на отношение длин волн накачки и сигнала можно определить максимально возможный КПД лазеров и усилителей. Для иттербиевых волокон он будет 0,95 : 1,06 = 90%. На практике, КПД, конечно оказывается ниже.